# Schlegels Riednatter

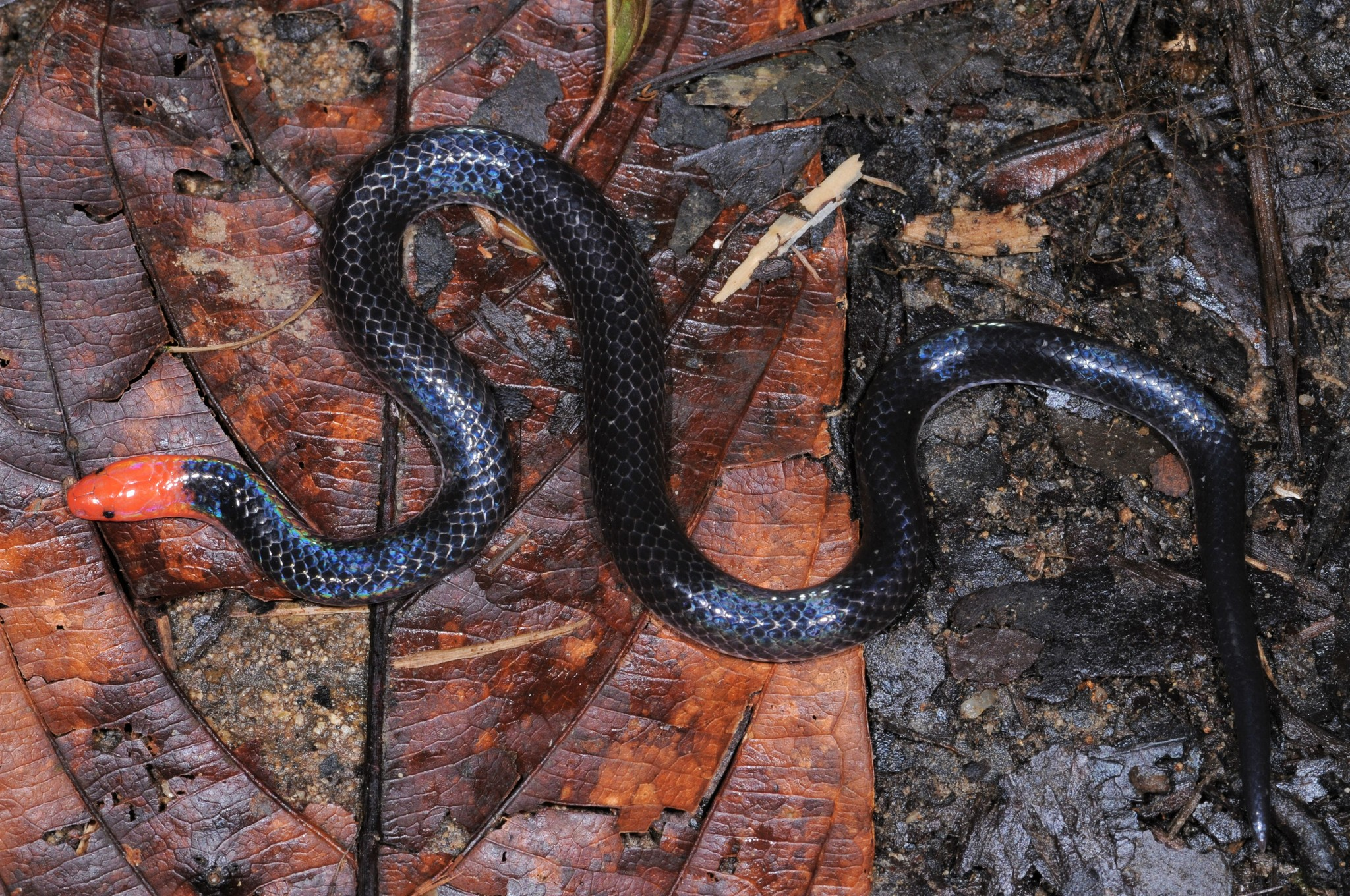
Gesamtansicht

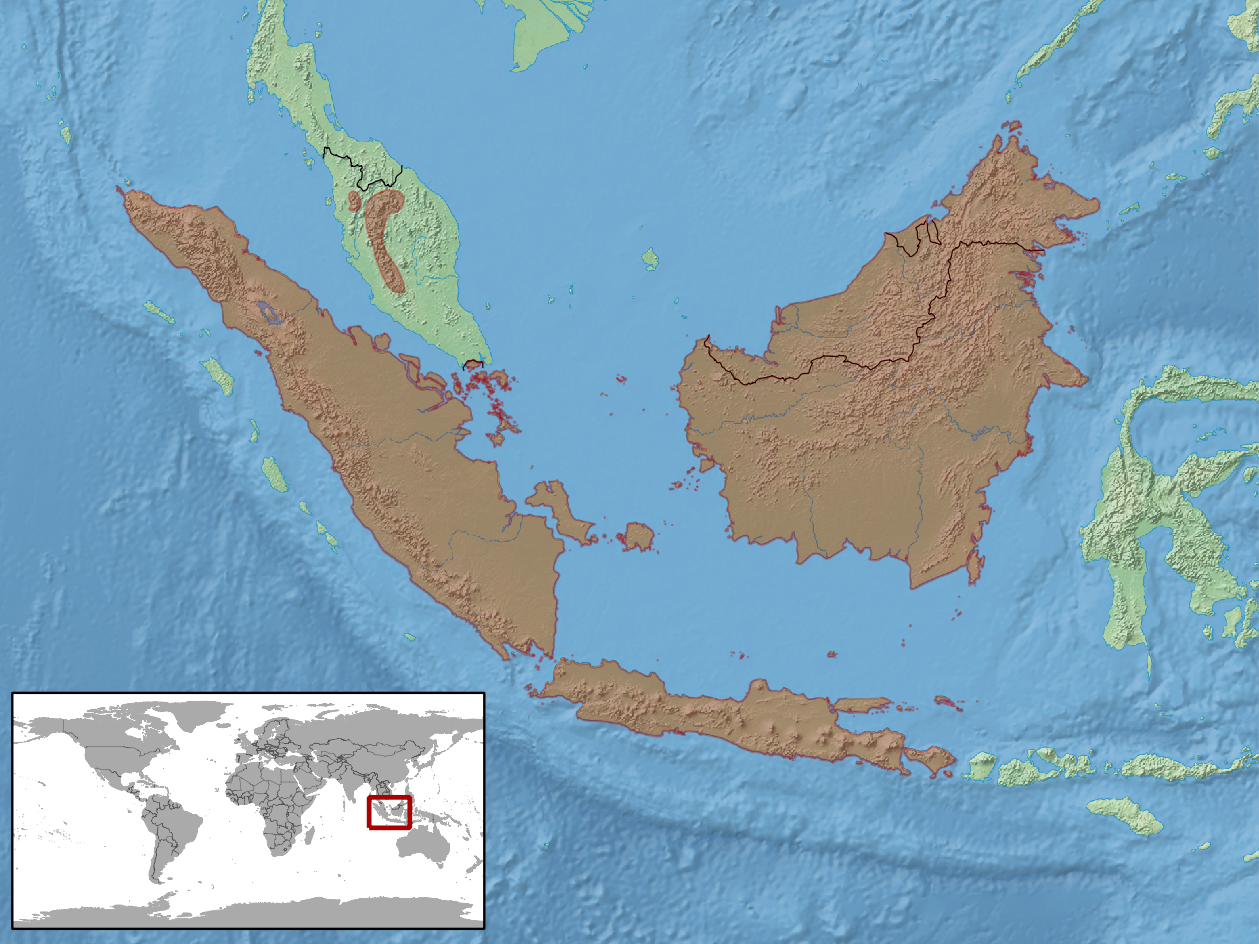
Verbreitungsgebiet von Schlegels Riednatter

Schlegels Riednatter (Calamaria schlegeli) ist eine in Asien vorkommende ungiftige Natternart aus der Gattung der Eigentlichen Zwergschlangen (Calamaria). Der Artname ehrt den deutschen Herpetologen Hermann Schlegel.

## Merkmale
Schlegels Riednatter hat wie alle Zwergschlangen eine geringe Körpergröße und 
erreicht eine Länge von etwa 40 Zentimetern. Die Farbe variiert von Dunkelbraun bis hin zu Schwarz. Ihre Körperbeschuppung ist glänzend und sehr gleichmäßig. Die Unterseite ist hellgrau gefärbt. Auffallend ist der schmale rote Kopf, der Rosa oder Feuerrot erscheint.  Wegen dieses charakteristischen Aussehens wird die Schlange im englischen Sprachgebrauch als Pink-headed Reed Snake oder Red-headed Reed Snake bezeichnet. Der Schwanz hat eine schwarzbraune bis schwarze Farbe.

## Ähnliche Arten
Schlegels Riednatter im Aussehen sehr ähnlich sind der Rotkopfkrait (Bungarus flaviceps) und die Blaue Bauchdrüsenotter (Calliophis bivirgata), die beide ebenfalls einen auffallend roten Kopf zeigen. Diese beiden Arten sind jedoch giftig und mit einer Länge von etwa 1,8 Metern deutlich größer. Auch sind die Beschuppung, die Zähne und die Färbung der Unterseite unterschiedlich. Hauptunterscheidungsmerkmal ist der rote Schwanz, den die beiden giftigen Schlangen haben. Da alle drei Arten den gleichen Lebensraum teilen, werden sie oft verwechselt. Für Schlegels Riednatter hat diese Ähnlichkeit Vor- und Nachteile. Ein Vorteil ist, dass sie im Sinne einer Mimikry von Fressfeinden für giftig gehalten und demzufolge gemieden wird. Ein Nachteil ist, dass Menschen sie für giftig halten und deshalb aus Unkenntnis töten.

## Verbreitung und Lebensraum
Die Verbreitung von Schlegels Riednatter erstreckt sich von Malaysia und Singapur bis nach Brunei und Indonesien. Die Schlange besiedelt überwiegend Feuchtgebiete, beispielsweise Schilfgürtel und Ufergebiete. Sie kommt sowohl im Tiefland als auch im Bergland vor. Zuweilen wurde sie an Straßenrändern oder auf landwirtschaftlichen Feldern gefunden.

## Lebensweise
Schlegels Riednatter ist nachtaktiv und jagt bevorzugt in feuchten Regionen. Sie versteckt sich gerne unter Laub oder im lockeren Erdboden. Zu ihrem Nahrungsspektrum zählen kleine Frösche sowie Schnecken. Die Art pflanzt sich durch Oviparie (eierlegend) fort.

## Gefährdung
Schlegels Riednatter wird von der Weltnaturschutzorganisation IUCN als „Least Concern = nicht gefährdet“ klassifiziert. Da die Art nicht selten ist, sind keine besonderen Schutzmaßnahmen erforderlich.

## Systematik
Die Art wurde 1854 von André Dumérile, Gabriel Bibron und Auguste Duméril wissenschaftlich erstbeschrieben. Benannt wurde sie noch zu dessen Lebzeiten nach dem deutschen Herpetologen und Ornithologen Hermann Schlegel (1804–1884). Es werden zwei Unterarten unterschieden:
- Calamaria schlegeli schlegeli Duméril, Bibron & Duméril, 1854
- Calamaria schlegeli cuvieri Jan, 1862